# Малобрусянське
Малобруся́нське (рос. Малобрусянское) — село у складі Білоярського міського округу Свердловської області.
Населення — 372 особи (2010, 282 у 2002).
Національний склад станом на 2002 рік: росіяни — 79 %.